# L'audacia degli X-Men
L'audacia degli X-Men (X-Men: Pryde of the X-Men) è un cortometraggio d'animazione televisivo diretto da Ray Lee, trasmesso negli Stati Uniti in syndication il 16 settembre 1989 nel contenitore Marvel Action Universe. Il corto era stato prodotto dalla Marvel Productions (con il contributo della Toei Animation per l'animazione) come episodio pilota di una serie televisiva intitolata X-Men, con protagonista l'omonimo gruppo di supereroi mutanti creato dalla Marvel Comics; la serie non venne mai realizzata a causa delle difficoltà finanziarie della Marvel, che bloccò la produzione di tutte le sue serie televisive eccetto Muppet Babies.

## Trama
L'arcinemico degli X-Men Magneto viene trasportato da un convoglio militare. Magneto non è in grado di usare i suoi poteri, intrappolato in un campo di forza, finché non appare la Regina Bianca, membro della sua Confraternita dei mutanti malvagi, che disperde la scorta e smantella il campo che limita Magneto, permettendogli di usare i suoi poteri magnetici per scappare.
Kitty Pryde arriva alla scuola del Professor X per essere addestrata a usare il suo potere che le permette di passare attraverso la materia solida. Il Professor X la conduce nella Stanza dei Pericoli e la presenta agli X-Men: Ciclope, Colosso, Dazzler, Nightcrawler, Tempesta e Wolverine. Kitty è spaventata dall'aspetto demoniaco di Nightcrawler e fa quasi andare in tilt la Stanza dei Pericoli, portando Wolverine ad affermare che negli X-Men non c'è spazio per i bambini.
Magneto invia Pyro e Blob a recuperare le coordinate di tracciamento per la cometa Scorpio in avvicinamento alla Terra. Questo ha l'obiettivo secondario di deviare gli X-Men mentre Magneto e Fenomeno invadono l'X-Mansion. Il Professor X apprende dai pensieri di Magneto che sono venuti per il "circuito del potere mutante" di Cerebro (il computer di localizzazione dei mutanti). Lo dà a Kitty e le ordina di fuggire, ma Magneto riesce a rubarlo.
Dopo il ritorno alla villa degli X-Men, il Professor X legge nuovamente i pensieri di Magneto, scoprendo che prevede di reindirizzare la cometa Scorpio contro la Terra. Ciò farebbe precipitare il pianeta in un'altra era glaciale, indebolendo gli umani normali e consentendo ai mutanti di prendere il sopravvento. Gli X-Men partono immediatamente per il santuario orbitante di Magneto, l'Asteroide M, ma ordinano a Kitty di restare poiché la missione è troppo pericolosa e non è stata addestrata. Kitty, tuttavia, volendo dimostrare il suo valore e fare ammenda per il suo precedente fallimento, sale a bordo della Blackbird e si nasconde.
Dopo aver raggiunto l'asteroide, Gli X-Men devono affrontare i membri della Confraternita. Solo Nightcrawler (dopo essersi teletrasportato oltre Blob) affronta finalmente un Magneto gongolante mentre la cometa Scorpio si avvicina alla Terra. Mentre Magneto sta per far attaccare Nightcrawler, Kitty emerge dal pavimento, portano Magneto a danneggiare accidentalmente il circuito. Nightcrawler si teletrasporta e usa il suo corpo come conducente mentre Kitty fa cadere Magneto sulla piattaforma, usando il suo potere per reindirizzare la rotta della cometa verso l'Asteroide M. Nightcrawler deve rischiare di sacrificarsi per completare il circuito della macchina, altrimenti la cometa cambierà rotta per tornare alla Terra.
Gli X-Men osservano dal Blackbird che Nightcrawler si teletrasporta all'ultimo minuto. La cometa e l'asteroide si scontrano, ma Nightcrawler si rimaterializza nello spazio e apparentemente si disintegra. Gli X-Men piangono il loro compagno di squadra caduto e Kitty si dispera per averlo trattato male in precedenza. Nightcrawler però è riuscito a teletrasportarsi in un armadietto nell'aereo prima che la compressione atmosferica gli bruciasse completamente la tuta. Mentre gli X-Men danno a Kitty il merito dei suoi sforzi, Wolverine insiste sul fatto che Kitty non è un membro degli X-Men, almeno non ancora.

## Personaggi e doppiatori
| Personaggio   | Doppiatore originale | Doppiatore italiano |
| ------------- | -------------------- | ------------------- |
| Ciclope       | Michael Bell         |                     |
| Magneto       | Earl Boen            |                     |
| Tempesta      | Andi Chapman         |                     |
| Pyro          | Pat Fraley           |                     |
| Fenomeno      | Ron Gans             |                     |
| Colosso       | Dan Gilvezan         |                     |
| Blob          | Alan Oppenheimer     |                     |
| Wolverine     | Patrick Pinney       |                     |
| Nightcrawler  | Neil Ross            |                     |
| Regina Bianca | Susan Silo           |                     |
| Kitty Pryde   | Kath Soucie          |                     |
| Professor X   | John Stephenson      | Cesare Rasini       |
| Dazzler       | Alexandra Stoddart   |                     |
| Toad          | Frank Welker         |                     |
| Lockheed      | Frank Welker         |                     |
| Narratore     | Stan Lee             | Roberto Accornero   |

## Edizione italiana
Nell'edizione italiana, il cui doppiaggio fu eseguito a Torino, sono presenti alcuni errori di adattamento. Il narratore, che in originale è Stan Lee e viene sostituito da Roberto Accornero, afferma di chiamarsi Dan Lee, il nome di Scott Summers è stato storpiato in Scott Sam e quello di Peter Rasputin è diventato Peter Wiston, mentre il nome di Pyro in un'occasione viene pronunciato così come si scrive. Inoltre i nomi di alcuni personaggi differiscono da quelli usati nei fumetti: Dazzler viene chiamata l'Abbagliatrice, mentre Tempesta e Fenomeno mantengono i loro nomi originali, ovvero Storm e Juggernaut. La Confraternita dei mutanti malvagi viene invece chiamata Fratelli Mutanti Terroristi. È inoltre da tenere presente che, come accade tipicamente, la pronuncia del termine X-Men e dei nomi di Magneto, del Professor X e di Cerebro viene italianizzata.

## Edizioni home video
Il cortometraggio fu distribuito in VHS negli Stati Uniti il 1º luglio 1992 dalla Best Film & Video Corp., mentre l'edizione italiana fu distribuita nel 1994 dalla Stardust (tale VHS riporta sulla copertina il titolo X-Men).

## Altri media

### Fumetto
Nel dicembre 1990 la Marvel pubblicò un albo a fumetti intitolato X-Men Animation Special, un adattamento de L'audacia degli X-Men che non comprendeva disegni realizzati appositamente, dato che le illustrazioni consistono semplicemente in fotogrammi provenienti dal cartone animato; il fumetto fu pubblicato in italiano un anno dopo, in due parti, nei numeri 13 e 14 della testata Super Comics della Max Bunker Press.

### Videogioco
Nel 1992 la Konami pubblicò un videogioco arcade intitolato X-Men, che presenta sostanzialmente gli stessi personaggi de L'audacia degli X-Men (con l'aggiunta, tra i nemici, di Wendigo, Nimrod e Mystica, oltre che delle Sentinelle e dei Reavers) con lo stesso character design. Nel videogioco, un picchiaduro a scorrimento, l'obiettivo degli X-Men è impedire a Magneto di devastare la civiltà umana. Dopo che il gruppo affronta una serie di Sentinelle e supercriminali, Magneto rapisce il Professor X e Kitty Pryde, spingendo gli eroi a partire per una missione di salvataggio. Gli X-Men combattono per raggiungere l'Isola M e infine la base di Magneto sull'Asteroide M, dove si svolge la battaglia finale.